# 松葉家奴・松葉家喜久奴

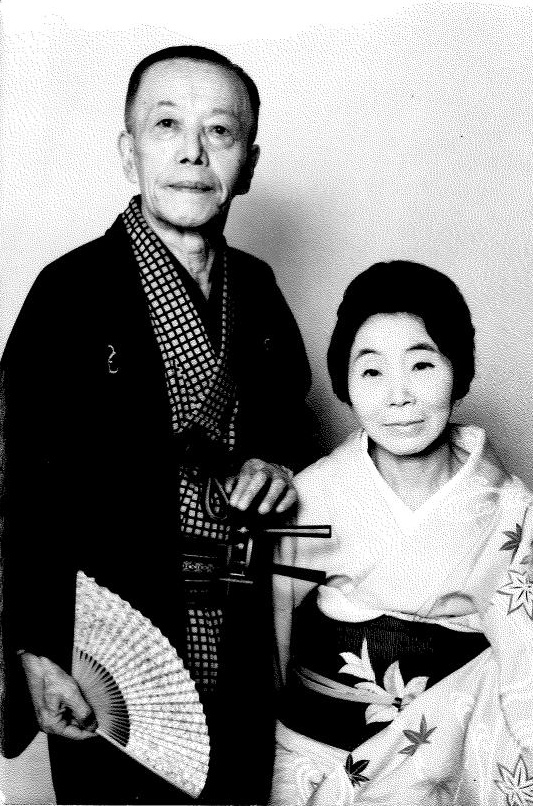
松葉家奴・喜久奴

松葉家奴・松葉家喜久奴（まつばや やっこ・まつばや きくやっこ）は戦前から戦後にかけて活躍した漫才コンビ。
戦後は戎橋松竹を中心に活躍。その後松竹芸能の主要劇場を経て奴は吉本興業の主要劇場に出演した。
第四回上方演芸の殿堂入りを果たしている。

## メンバー
松葉家奴（まつばや やっこ、1896年 - 1970年4月24日）本名は堀井覚太郎。
京都西陣の呉服屋の息子に生まれ、芸事の道楽が嵩じて、師匠なしで芸界に入ったため、軽口、踊り、節劇、新派等のあらゆる芸を経て漫才に転じた。
相方は横山エンタツ、林田十郎、荒川歌江、笑福亭鶴八、等と変わり、1939年に新興キネマ演芸部に引き抜かれ最初の妻である吉野喜蝶（御園セブンの妻）とコンビを組む、この頃は奴は洋服姿で喜蝶の三味線による音曲漫才であった。戦後は初代の喜久奴、1951年頃より女道楽出身の浜お竜（河内家鶴春の妻）と組んだが、1952年より後妻の二代目喜久奴と組む。最晩年に二代目喜久奴とのコンビを復活させた。弟子には岡田東洋・小菊がいる。
背中に「火の用心」や「原子爆弾反対」と書かれたの黒の羽織をトレードマークとして裏地は赤に襦袢、股引も真っ赤という派手な衣装、相方の三味線に合わせて当り鉦で合いの手を入れる独特の芸風であった。
十八番は初代桂花團治に稽古をつけてもらった「魚釣り」。これは相方が三味線で弾き語る端唄の「夕暮」に合わせて手拭い、扇子など小道具を使い、魚釣りをエサを付け、途中足袋を釣り上げたり、立ち小便したり、口や着物に釣り針を引っ掛けたりなどご愛嬌を見せ、最後は魚を釣り上げるところまで緻密に演じてみせるいわゆるパントマイムであるが、彼の真骨頂ともいうべき至芸である。
他にも「珍芸・金色夜叉」がある。これは、一枚の板に貫一、お宮の絵が裏と表に描いてあり、板の穴に顔をはめて一人二役の金色夜叉を早変わりで演じる俄芸（幇間が演じる屏風芸のような物）。また松づくしも得意としていた。
松葉家喜久奴(二代目)（まつばや きくやっこ、1905年 - 1987年5月26日）本名は信田シゲ。
東京深川の生まれ、14歳で日本舞踊坂東流の坂東三喜代に入門し勝代を名乗る。22歳で最初の結婚。後に舞踊を離れ、女道楽を経て、1952年に奴の夫人で二代目喜久奴としてコンビを組む。三味線を持ち、上記の「魚釣り」では端唄の「夕暮」を唄い、「都に名所があるわいな」と終わるところで芸も終わるという、まさに奴にはなくてはならない相方といえよう。奴の没後に廃業。後に西伊豆に移り地元の芸者衆に三味線指導等をしていた。西伊豆で没、東京世田谷に墓地がある。

## エピソード
- 奴は奇人としても有名で、優に一冊の本が書けるほどだと言われている。そのため「きちがい奴」と称する人もいた。上岡龍太郎などがよくテレビなどでネタにしていた。
- 三人奴は同世代の奴（やっこ）の名を持つ芸人でよく比較された。
- 桂米朝が、奴のエピソードをまとめて一席にし、奇人変人 松葉家奴と題して、独演会で披露した事がある。ちなみに、米朝には落語家と言うより、様々な珍芸で知られた、初代桂南天を題材にした南天翁半生記もあり、こちらも独演会で演じたことがある。
- 奴は夫婦喧嘩が絶えず、一度コンビ別れしたのも喧嘩が理由だと言われている。
- ある日巡業で橘家菊春・太郎・吉郎と一緒になった際、先に菊春・太郎に十八番の「魚釣り」をやられてしまい、やるネタがなく怒った奴は後日舞台終わりの太郎の自宅の最寄の駅で待ち伏せし襲撃したことがある。
- 一時「魚釣り」の芸を歌舞伎役者の三代目實川延若も稽古に通っていた。

## 註
1. ↑  東京では同じような芸を百面相の波多野栄一が得意とした。かつて笑福亭鶴光がテレビで再現した事もあった。また文の家都枝も同じ芸をしていた。